# Атанас Димитров (духовник)
Атанас Димитров Караянев е български общественик, просветен деец и духовник от Македония.

## Биография
Атанас Димитров е роден през 1886 година в драмското село Черешово, тогава в Османската империя. През учебната 1912/1913 година е надзирател на пансиона в Солунската българска търговска гимназия и е заточен от новите гръцки власти на остров Трикери. Български свещеник е в родното си село, а след Междусъюзническата война се установява в Хисарлъка, но поема отново енорията си в Черешово по време на българското управление в годините на Първата световна война.
След това трайно се установява в свободна България и участва в дейността на македонската емиграция там. В 1932 година е избран за член на Националния комитет на македонските братства на Съюза на македонските емигрантски организации. Той е дългогодишен преподавател в Софийската духовна семинария „Св. Йоан Рилски“ и е неин ректор от 1944 до 1946 година. Оставя писани спомени през 1970 година, умира през 1972 година.